# Лореду (Паредеш)
Лореду (порт. Louredo) — район (фрегезия) в Португалии, входит в округ Порту. Является составной частью муниципалитета Паредеш. По старому административному делению входил в провинцию Дору-Литорал. Входит в экономико-статистический субрегион Тамега, который входит в Северный регион. Население составляет 1364 человека на 2001 год. Занимает площадь 2,88 км².
Покровителем района считается Святой Кристован (порт. São Cristóvão).